# Barton (Wisconsin)
Barton es un pueblo ubicado en el condado de Washington en el estado estadounidense de Wisconsin. En el Censo de 2010 tenía una población de 2.637 habitantes y una densidad poblacional de 52,74 personas por km².

## Geografía
Barton se encuentra ubicado en las coordenadas 43°27′44″N 88°13′52″O / 43.46222, -88.23111. Según la Oficina del Censo de los Estados Unidos, Barton tiene una superficie total de 50 km², de la cual 49.46 km² corresponden a tierra firme y (1.08%) 0.54 km² es agua.

## Demografía
Según el censo de 2010, había 2.637 personas residiendo en Barton. La densidad de población era de 52,74 hab./km². De los 2.637 habitantes, Barton estaba compuesto por el 98.29% blancos, el 0.19% eran afroamericanos, el 0.19% eran amerindios, el 0.46% eran asiáticos, el 0% eran isleños del Pacífico, el 0.19% eran de otras razas y el 0.68% pertenecían a dos o más razas. Del total de la población el 1.37% eran hispanos o latinos de cualquier raza.